# Relaciones Argentina-Unión Europea
Las relaciones entre Argentina y la Unión Europea (UE) se remontan a 1990. Entre los países del Cono Sur, tanto Argentina como Uruguay destacan por ser los países hispanoamericanos con la mayor influencia cultural de Europa, debido a la gran ola de inmigración europea entre los siglos XIX y XX.

## Acuerdos
Argentina fue el primer país latinoamericano en formalizar relaciones con la UE en virtud de un acuerdo de cooperación de tercera generación. El Acuerdo Marco de Cooperación Económica y Comercial entre la UE y Argentina entró en vigor en 1990 e incluye dos principios recurrentes de su cooperación: el fortalecimiento de la democracia y los derechos humanos, así como la integración regional. También se ha establecido una Comisión Mixta Argentina–UE. Se establecieron varios acuerdos sectoriales en la década de 1990. Los principales focos de cooperación son la educación y la formación; competitividad económica; creación de capacidad en los sectores público y académico.
Argentina forma parte de las negociaciones entre los bloques Mercosur–UE, para un acuerdo de libre comercio que constituirá la columna vertebral de las relaciones América Latina–UE. Sin embargo, durante la década de 2000 y principios de 2010, la administración Kirchner desarrolló una política proteccionista y estancó las negociaciones para un acuerdo de libre comercio. Mauricio Macri reinició el proceso en sus primeros meses como presidente. En 2016, el Gobierno de Francia solicitó retrasar las negociaciones para un acuerdo de libre comercio, para llevar a cabo un estudio de impacto que fue apoyado por varios países europeos. Otros como España e Italia pidieron negociaciones inmediatas.
En 2022, como consecuencia de la invasión rusa de Ucrania, tanto España como Portugal habilitaron temporalmente los requisitos específicos para la importación de maíz argentino a la UE. El 10 de mayo del mismo año, el presidente argentino, Alberto Fernández, propuso la cooperación energética en el gas y el litio con la UE. Sin embargo, el acuerdo se estancó nuevamente debido a las diferencias entre los gobiernos de los países miembros del Mercosur con sus respectivas industrias.

## Comercio
La UE es el segundo mayor mercado de exportación de Argentina (después de Brasil). Las exportaciones de Argentina a la UE son principalmente productos agrícolas y otros productos primarios. La UE exporta menos bienes a Argentina a cambio (lo que le da a la UE un déficit de € 3,4 mil millones) pero tiene un superávit en servicios de € 0,4 mil millones. La UE también es el mayor inversor extranjero de Argentina, y representa la mitad de la inversión extranjera directa (IED) de Argentina.